# Alexandra Mohnhaupt
Alexandra Mohnhaupt Quintana (Puebla de Zaragoza, Puebla, México; 25 de noviembre de 1999) es una piloto de automovilismo mexicana. Actualmente compite en el Campeonato NACAM de Fórmula 4 con Ram Racing, esto después de dejar de competir en el 2018.
Mohnhaupt fue la primera mujer en ganar una carrera de Fórmula 4, esto en 2018 en el Autódromo Miguel E. Abed.

## Carrera

### Inicios
En 2011, Mohnhaupt participaría en el Rotax Karting México, Capital Zone, esto en la categoría Minimax con el equipo Alex Racing, en donde quedaría en tercer lugar en la competencia con 690 puntos. Participaría en distintos campeonatos de karting entre 2011 y 2015, en donde lograría ganar el Mexicano Rumbo a la F1 de 2013 en la categoría Rotax Júnior.

### Fórmula 4
Tas su paso en el karting, Mohnhaupt daría el salto a los monoplazas en 2015 en el Campeonato NACAM de Fórmula 4 con MomoF4, y después en el Campeonato de F4 Británica con Falcon Motorsport.
Para finales de 2016, volvería al Campeonato NACAM de Fórmula 4 con MomoF4 Team, en donde lograría un podio de tercer lugar en el Autódromo Hermanos Rodríguez, además de que en el año siguiente, Fortec Motorsport anunciaría a Mohnhaupt para competir en el Campeonato de F4 Británica en la ronda del Circuito de Snetterton
En 2017, MomoF4 Team la anunciara de nuevo para competir en la temporada 2017-18 del Campeonato NACAM de Fórmula 4, en donde lograría 2 victoria en puebla, quedando en quinto lugar en el campeonato con 183 puntos.
En 2023, Mohnhaupt anunciara en sus redes sociales que después de 5 años de ausencia, volvería a competir en el Campeonato NACAM de Fórmula 4 de 2023, esto de la mano de Ram Racing.

### Fórmula 3
En 2018, Mohnhaupt había firmado con Douglas Motorsport para el Campeonato BRDC de Fórmula 3, donde se habría asociado con Jamie Chadwick. Desafortunadamente, tras un grave accidente en pruebas en Spa Francorchamps, haría que no pudiera participar en la temporada.
Tras su accidente, la joven de 19 años anunció más tarde su retiro de las competencias, mientras se recuperaba de la lesión.

## Resumen de carrera
| Temporada | Categoría                     | Equipo            | Carreras     | Victorias    | Poles        | VR           | Podios       | Puntos       | Pos.         |
| --------- | ----------------------------- | ----------------- | ------------ | ------------ | ------------ | ------------ | ------------ | ------------ | ------------ |
| 2015-16   | Campeonato NACAM de Fórmula 4 | MomoF4            | 21           | 0            | 0            | 0            | 0            | 57           | 13.ª         |
| 2016      | Campeonato de F4 Británica    | Falcon Motorsport | 6            | 0            | 0            | 0            | 0            | 0            | 21.ª         |
| 2016-17   | Campeonato NACAM de Fórmula 4 | MomoF4 Team       | 21           | 0            | 0            | 0            | 1            | 141          | 7.ª          |
| 2017      | Campeonato de F4 Británica    | Fortec Motorsport | 3            | 0            | 0            | 0            | 0            | 0            | 24.ª         |
| 2017-18   | Campeonato NACAM de Fórmula 4 | MomoF4 Team       | 12           | 2            | 0            | 0            | 8            | 183          | 5.ª          |
| 2023      | Campeonato NACAM de Fórmula 4 | Ram Racing        | Disputándose | Disputándose | Disputándose | Disputándose | Disputándose | Disputándose | Disputándose |
| Fuente:   |                               |                   |              |              |              |              |              |              |              |

## Resultados

### Campeonato NACAM de Fórmula 4
(Clave) (negrita indica pole position) (cursiva indica vuelta rápida)

| Año     | Equipo | 1   | 1   | 1   | 2   | 2   | 2   | 3   | 3   | 3   | 4   | 4   | 4   | 5   | 5   | 5   | 6   | 6   | 6   | 7   | 7   | 7   | Pos. | Puntos |
| ------- | ------ | --- | --- | --- | --- | --- | --- | --- | --- | --- | --- | --- | --- | --- | --- | --- | --- | --- | --- | --- | --- | --- | ---- | ------ |
| 2015-16 | MomoF4 | PUE | PUE | PUE | AGS | AGS | AGS | SLP | SLP | SLP | EDM | EDM | EDM | PUE | PUE | PUE | MTY | MTY | MTY | AHR | AHR | AHR | 13.ª | 57     |
| 2015-16 | MomoF4 | 15  | 11  | 14  | 11  | 10  | 9   | 11  | 7   | 8   | 9   | 6   | 6   | 9   | 9   | 10  | 12  | 8   | 8   | 11  | 11  | 11  | 13.ª | 57     |

| Año     | Equipo      | 1   | 1   | 1   | 2    | 2    | 3   | 3   | 3   | 4   | 4   | 4   | 5   | 5   | 5   | 6   | 6   | 6   | 7   | 7   | 7   | 8    | 8    | 8    | Pos. | Puntos |
| ------- | ----------- | --- | --- | --- | ---- | ---- | --- | --- | --- | --- | --- | --- | --- | --- | --- | --- | --- | --- | --- | --- | --- | ---- | ---- | ---- | ---- | ------ |
| 2016-17 | MomoF4 Team | COA | COA | COA | AHR1 | AHR1 | PUE | PUE | PUE | MER | MER | MER | CAN | CAN | CAN | MTY | MTY | MTY | SLP | SLP | SLP | AHR2 | AHR2 | AHR2 | 7.ª  | 141    |
| 2016-17 | MomoF4 Team | 8   | 7   | 8   | 6    | Ret  | 8   | 7   | Ret | Ret | 9   | 5   | 8   | 6   | 7   | 9   | 4   | 7   | 6   | 5   | 5   | 6    | 3    | 7    | 7.ª  | 141    |

| Año     | Equipo | 1    | 1    | 2    | 2    | 3   | 3   | 3   | 4   | 4   | 4   | 5   | 5   | 5   | 6   | 6   | 6   | 7   | 7   | 7   | 8    | 8    | 8    | Pos. | Puntos |
| ------- | ------ | ---- | ---- | ---- | ---- | --- | --- | --- | --- | --- | --- | --- | --- | --- | --- | --- | --- | --- | --- | --- | ---- | ---- | ---- | ---- | ------ |
| 2017-18 | MomoF4 | AHR1 | AHR1 | AHR2 | AHR2 | EDM | EDM | EDM | PUE | PUE | PUE | AGS | AGS | AGS | MER | MER | MER | MTY | MTY | MTY | AHR3 | AHR3 | AHR3 | 5.ª  | 183    |
| 2017-18 | MomoF4 | 3    | 2    | 2    | Ret  | 2   | 3   | 8   | 1   | 1   | 6   | 3   | 5   | 4   |     |     |     |     |     |     |      |      |      | 5.ª  | 183    |

| Año   | Equipo     | 1    | 1    | 1    | 2    | 2    | 2    | 3    | 3    | 3    | 4    | 4    | 4    | 5    | 5    | 5    | 6   | 6   | 6   | 7    | 7    |      | 8    | 8    | 8    | Pos. | Puntos |
| ----- | ---------- | ---- | ---- | ---- | ---- | ---- | ---- | ---- | ---- | ---- | ---- | ---- | ---- | ---- | ---- | ---- | --- | --- | --- | ---- | ---- | ---- | ---- | ---- | ---- | ---- | ------ |
| 2023* | Ram Racing | AHR1 | AHR1 | AHR1 | QUE1 | QUE1 | QUE1 | AHR2 | AHR2 | AHR2 | AHR3 | AHR3 | AHR3 | QUE2 | QUE2 | QUE2 | PUE | PUE | PUE | AHR4 | AHR4 | AHR5 | AHR5 | AHR5 | 5.ª* | 56*  |        |
| 2023* | Ram Racing | 3    | Ret  | 3    | 5    | 6    | 6    |      |      |      |      |      |      |      |      |      |     |     |     |      |      |      |      |      | 5.ª* | 56*  |        |

- * Temporada en progreso.

## Vida personal
El padre de Mohnhaupt, Torsten, es alemán y emigró a México en su juventud para trabajar en la industria automotriz. Es trilingüe en español, alemán e inglés. Entre sus carreras, estudió Gestión Internacional en la Escuela de Negocios de Ginebra. Mohnhaupt fue nombrada Ciudadano del Año de Puebla en 2018.